# Charles III de Croÿ
Pour les autres membres de la famille, voir Famille de Croÿ.
Le duc Charles III de Croÿ Aerschot est né le 1er juillet 1560 au château de Beaumont (Hainaut). Il est mort le 12 janvier 1612 au château de Beaumont. 
Charles de Croÿ est aussi prince de Chimay, comte de Beaumont, de Seninghem, de Porcéan, seigneur d'Halluin et de Comines, vicomte de Nieuport.  
Il est aujourd'hui surtout connu par les Albums de Croÿ, dispersés à travers le monde, mais dont les gouaches réalisées par le peintre Valenciennois Adrien de Montigny, représentant les villes et propriétés ducales de l'époque, offrent une source unique d'information sur les paysages et l'architecture de la Renaissance.

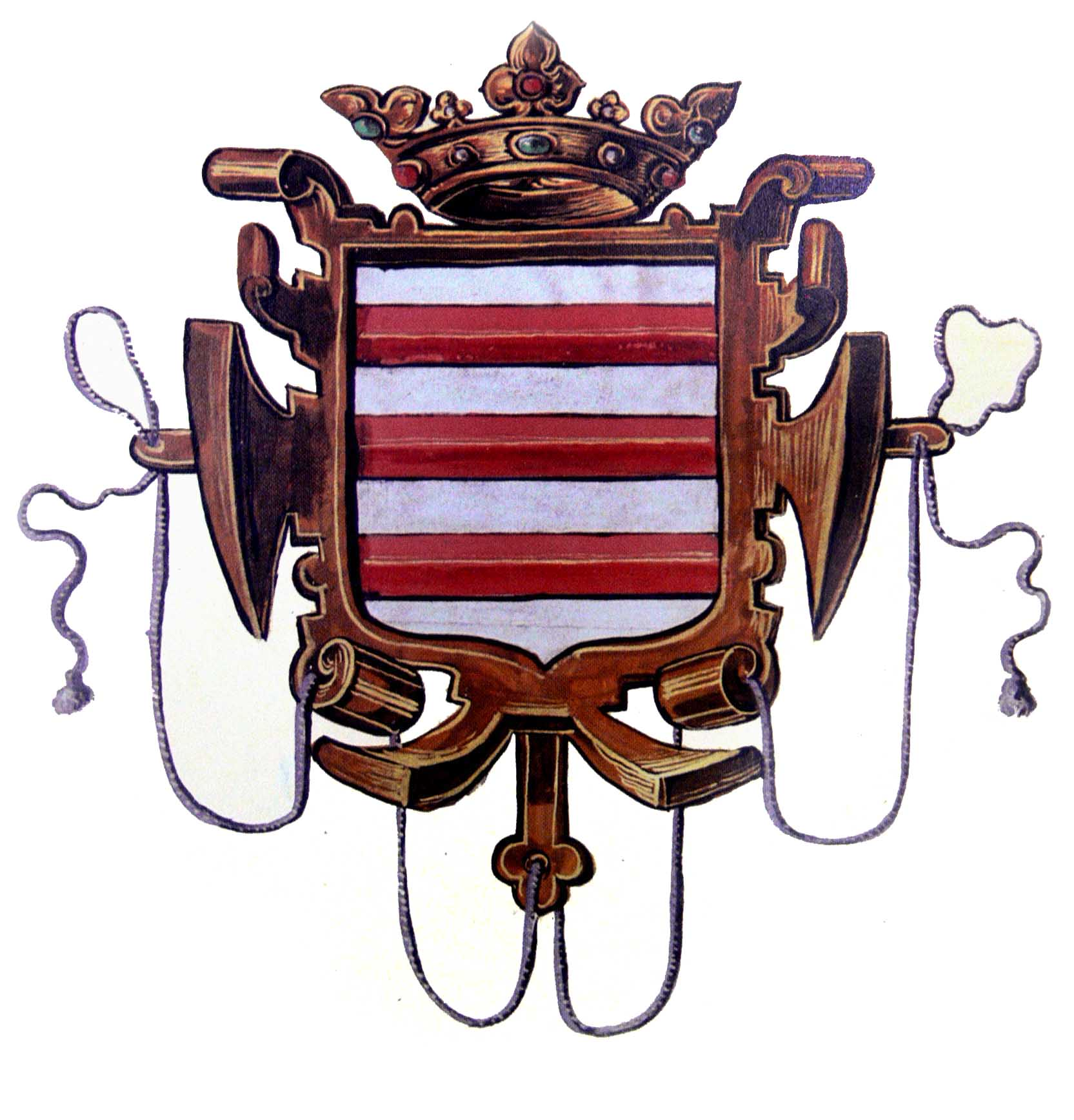
Blason du Duc de Croÿ dessiné pour lui très probablement par Adrien de Montigny, figurant dans les albums de Croÿ. Armoiries d'argent à trois fasces de gueules, écu sommé d'une couronne d'or. Il est ici entouré de motifs décoratifs inspiré des cartouches pré-baroques, dans le style des cartouches des albums de Croÿ.

## Biographie
Charles est fils du duc Philippe d'Aarschot et de Jeanne dame de Comines et d'Halluin. On connaît peu de choses de son adolescence.
Le 3 septembre 1580, à l'âge de 20 ans, il épouse Marie de Brimeu (1550 † 1605), veuve de Lancelot de Berlaymont, fils de Charles de Berlaymont. À l'occasion de ce mariage, il reçoit la Principauté de Chimay en apanage. Sa femme, picarde, calviniste convaincue, exerce une influence décisive sur son second mari ; elle lui a fait abandonner la foi catholique et abandonner son soutien au roi d'Espagne. 
En 1581, sa mère meurt et lui lègue le patrimoine de la maison de Comines-Halluin. 
À partir de 1584, il entame un long retour dans le giron de l'autorité catholique et royale. Il commence par se séparer de sa femme. Il administrera cependant ses biens jusqu'en 1599. Peu après, il abjure sa conversion au calvinisme et revient à la foi catholique de sa jeunesse. 
En 1593, il devint grand bailli du Hainaut (lettres patentes du 25 mars), en succession de son cousin par alliance Emmanuel de Lalaing. Il conservera cette charge toute sa vie. 
En 1595, après la mort de son père, Charles hérite de tous les domaines de la branche ainée des Croÿ. On compte notamment la terre de Croÿ, berceau de la famille, le duché d'Arschot, la principauté de Château-Porcien, les comtés de Beaumont et de Seninghem, les seigneuries d'Avesnes, Lillers, Quiévrain, Éclaibes, les franches-terres de Fumay et Revin et bien d'autres petites propriétés. Ces domaines sont éclatés entre la France et les Pays-Bas ; certains sont des fiefs immédiats de l'Empire, faisant de lui un seigneur quasiment souverain. Il règne sur ce vaste domaine comme un prince sur les siens, les administrant via un conseil et une chambre des comptes.
Désormais devenu le plus puissant seigneur des Pays-Bas, il participe à de nombreuses expéditions militaires et assume plusieurs fonctions importantes au service du roi d'Espagne puis des archiducs Albert et Isabelle. Cette fidélité retrouvée lui vaudra d'être reçu chevalier de la Toison d'or en 1599. Soucieux de se faire un allié de ce puissant seigneur bien implanté en Picardie, Henri IV érige par ailleurs la seigneurie de Croÿ en duché en 1598. 
En décembre 1605, Marie de Brimeu meurt et il peut enfin se remarier. Même s'ils étaient séparés depuis plus de vingt ans, le mariage n'avait jamais été annulé. Le fils qu'il avait reconnu avoir eu de Marie de Hénin, veuve du prince Othon-Henri de Brunswick, s'était retrouvé par là être un bâtard. Huit mois après le décès, Charles III épousait donc sa cousine germaine, Dorothée de Croÿ (1585-1662), fille aînée du marquis d'Havré. Il quitte les affaires publiques et passera ses dernières années à la gestion de ses domaines, à l'écriture de ses mémoires et à l'accroissement de ses collections.
Ce mariage est cependant trop tardif et restera stérile. Charles III prépare donc sa succession à partir de 1610 en ordonnant le partage de ses biens. Le duché d'Arschot, avec ses trois baronnies, devait revenir à son oncle, Charles-Philippe de Croÿ, marquis de Havré et ainé des Croÿ après lui-même. Les seigneuries françaises de Croÿ, Château-Portien, Montcornet et Harchies devaient revenir à Charles-Alexandre de Croÿ, fils du marquis. Chimay, Avesnes, Beaumont et plusieurs autres étaient destinées à Alexandre d'Arenberg, fils cadet de sa sœur et du prince et comte Charles d'Arenberg, à condition qu'il portât le nom et les armes de Croÿ. Sa femme Dorothée de Croÿ, enfin, conserverait la jouissance viagère de l'ensemble des biens mobiliers et des collections du duc, avec l'obligation cependant de les léguer à Alexandre d'Arenberg à sa mort. 
Il meurt à l'âge de 52 ans, en 1612, sans descendance légitime. Sa veuve lui survivra encore cinquante ans. Il laisse une immense fortune mais aussi d'immenses dettes. Contrairement à ce que stipulait son testament, l'essentiel de ses biens revint à la famille d'Arenberg. Seules les seigneuries françaises passèrent effectivement aux Croÿ-Havré.

## Collections

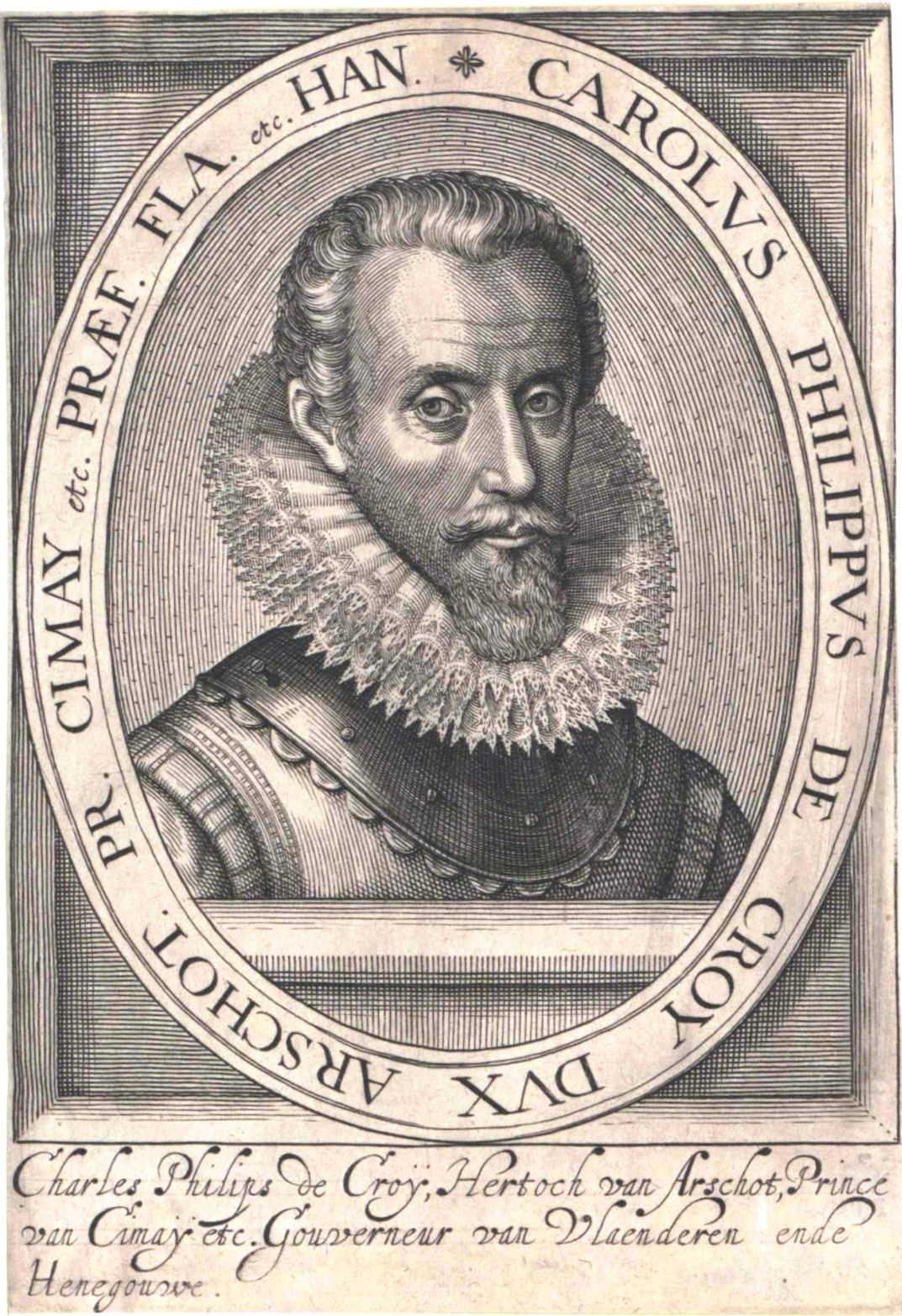
Son portrait

Charles de Croÿ dépense une partie de sa fortune pour acheter de nombreux tableaux, ouvrages manuscrits, pièces de monnaie et médailles qu'il dispose dans ses résidences préférées (châteaux de Beaumont (Hainaut) et d'Heverlee). Il disperse ainsi beaucoup d'argent, mais veille à la gestion de son patrimoine, ce qu'on sait par les nombreuses annotations autographes qu'il a laissées sur plusieurs dizaines de milliers de pièces d'archives familiales. 
Il décide de faire illustrer des albums décrivant ses propriétés.